# Storeng
Storeng (en same du Nord : Stuoragieddi) est une localité du comté de Troms, en Norvège.

## Géographie
Administrativement, Storeng fait partie de la kommune de Kvænangen.